# Duque de Tetuán (1874)
Плавуча батарея «Дуке де Тетуан» (ісп. Duque de Tetuán) — броненосець ВМС Іспанії з низьким надводним бортом, який нагадував за конструкцією монітор, побудований під час Третьої Карлістської війни (1872—1876) для забезпечення берегової оборони та вогневої підтримки сухопутних військ. Його завданням стало забезпечення захисту Ферроля. Він виконував це завдання впродовж всього часу служби, на короткий час виводився із складу флоту у 1897, і був остаточно виключений зі складу флоту та утилізований 1900 року.

## Конструкція
Конструкція корабля була розроблена Королівським військово-морським арсеналом у Ферролі для задоволення потреби флоту у плавучій батареї, здатній забезпечити артилерійську підтримку військам на березі під час третьої Карлістської війни. «Дуке де Тетуан» мав дерев'яний корпус, вкритий пластинами броні товщиною 100 міліметрів.. Деякі з броньових плит, використаних при будівництві «Дуке де Тетуан», були зняті з броньованого фрегату «Тетуан» який згорів за підозрілих обставин під час заколоту кантоналістів у Картахені.
Озброєння складалося з одної 160-міліметрів (6,3 дюйм) гармати і чотирьох 120-міліметрів (4,7 дюйм) нарізних гармат.. Будівництво «Дуке де Тетуан» відбулося в Картахені, і незавершений корабель був захоплений повстанцями, коли вони захопили місто.

## Служба
Незважаючи на нагальну потребу у такому кораблі для надання вогневої підтримки в урядовій кампанії проти карлістів, «Дуке де Тетуан» не був вчасно завершений для участі у війні. Його конструкція робила корабель недостатньо ефективним як засіб атаки і він був призначений для оборони бази флоту у Ферролі. «Дуке де Тетуан» виконував цю негероїчну місію, не взявши участь у жодних бойових діях протягом усієї своєї служби.
Класифікований як корабель третього класу до кінця 19 століття, «Дуке де Тетуан» був знятий з експлуатації і виключений зі списків флоту до 1897 року. Однак 1898 року початок іспано-американської війни призвів до його повторного введення в експлуатацію, знову для захисту Ферроля від нападу. Корабель був забезпечений інструментами і управлінням для детонації міних полів, які були закладені для захисту бази.
Після закінчення війни «Дуке де Тетуан» був знову виведений з експлуатації і проданий на брухт у 1900 році.
 